# Dorcadion fuentei
Dorcadion fuentei là một loài bọ cánh cứng trong họ Cerambycidae.